# Vaux-Saules
Vaux-Saules é uma comuna francesa na região administrativa da Borgonha-Franco-Condado, no departamento de Côte-d'Or. Estende-se por uma área de 27,75 km². Em 2010 a comuna tinha 178 habitantes (densidade: 6,4 hab./km²).

## Demografia
| 1962 | 1968 | 1975 | 1982 | 1990 | 1999 |
| ---- | ---- | ---- | ---- | ---- | ---- |
| 137  | 150  | 128  | 105  | 111  | 133  |